# Moco Museum
Das Moco Museum (Modern Contemporary Museum) ist ein Museum mit Ausstellung moderner und zeitgenössischer Kunst. Es hat Standorte in Amsterdam, Barcelona und London.

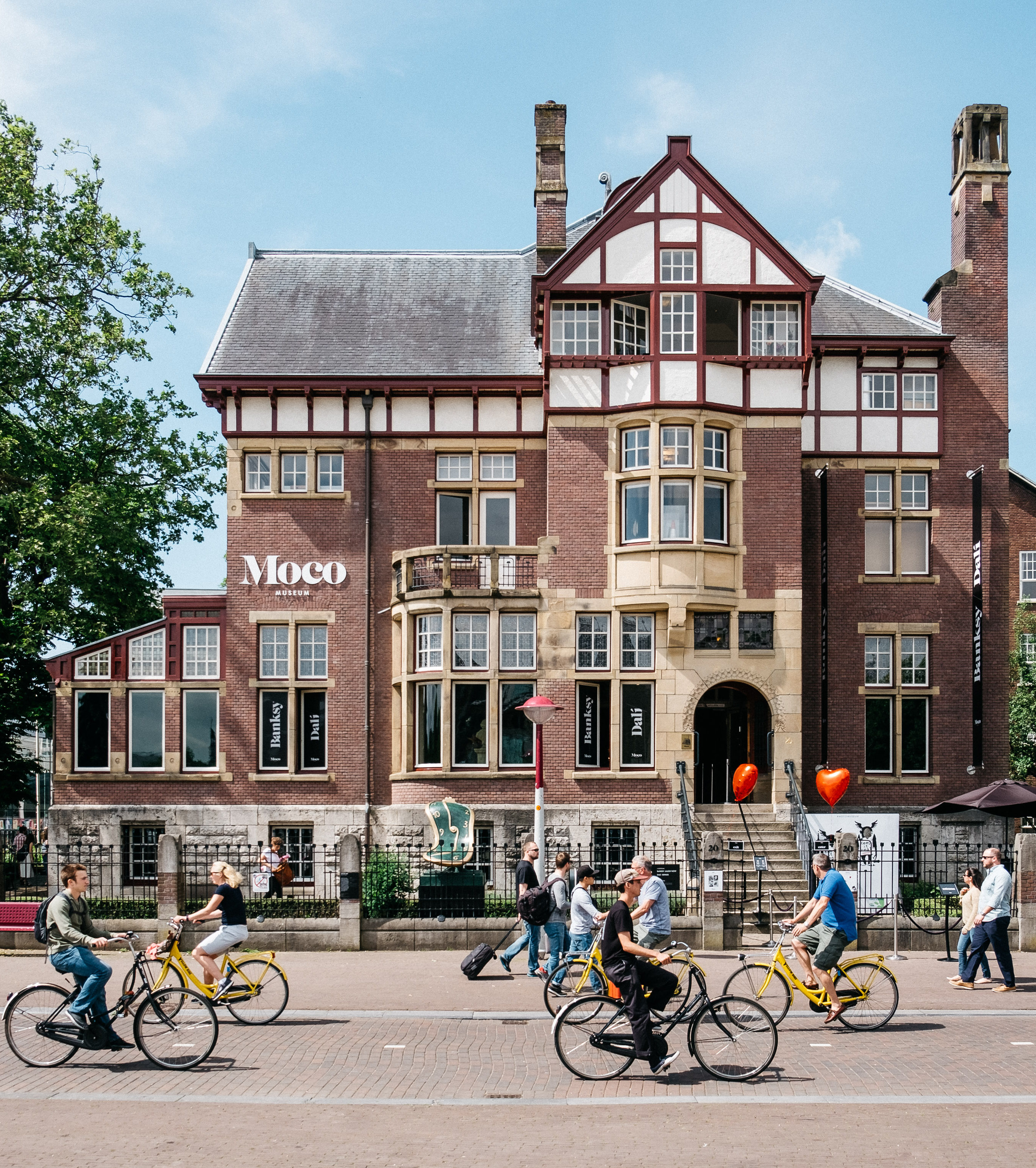
Moco Museum in Amsterdam

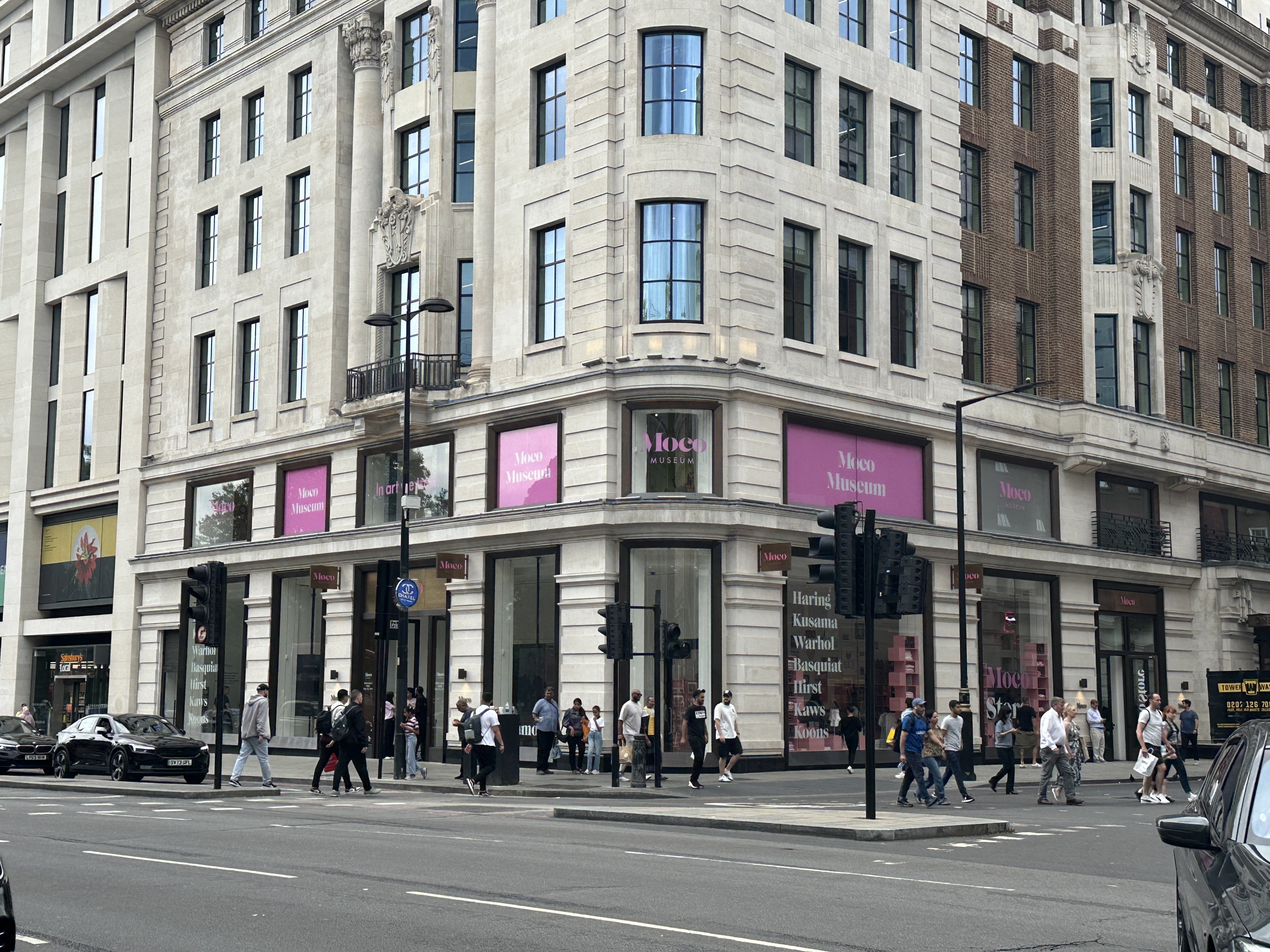
Moco Museum in London

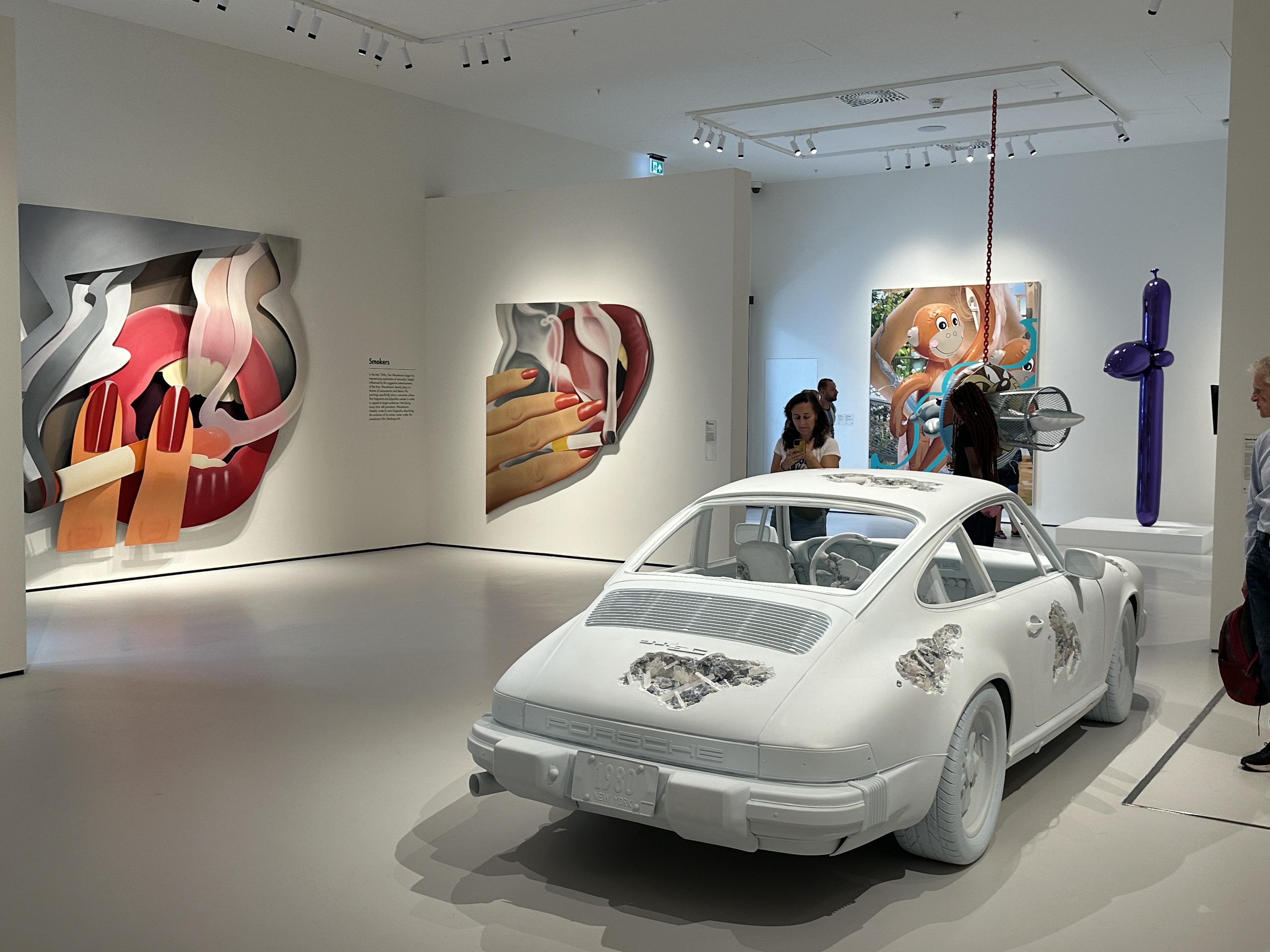
Ein Ausstellungsraum im Moco Museum

## Standorte
Das Moco Museum in Amsterdam wurde 2016 am Museumplein in der historischen Villa Alsberg eröffnet, einem Stadthaus, das 1904 von Eduard Cuypers, dem Neffen von Pierre Cuypers, dem Designer des Amsterdamer Hauptbahnhofs und des Rijksmuseums, entworfen wurde. Das Stadthaus war eines der ersten Wohnhäuser in Privatbesitz am Museumplein und blieb es bis 1939.
Das Moco Museum in El Born, Barcelona, befindet sich im historischen Palau Cervelló-Giudice, der bis ins 18. Das Gebäude enthält Teile eines Vorgängerbaus aus dem 15. Jahrhundert, wovon der Innenhof, die gewölbte Treppe mit Säulen, Kapitellen und Stuckelementen im Renaissance-Stil zeugen. Darüber hinaus weist der Palau Cervelló einen beeindruckenden gotischen Fassadeneingang auf.
Das Londoner Museum wurde am 10. August 2024 in der Nähe des Marble Arch eröffnet. Es beherbergt derzeit Werke von Jeff Koons, Jean-Michel Basquiat, Yayoi Kusama, Banksy und temporäre Werke von Marina Abramović.